# Stift St. Viktor vor Mainz

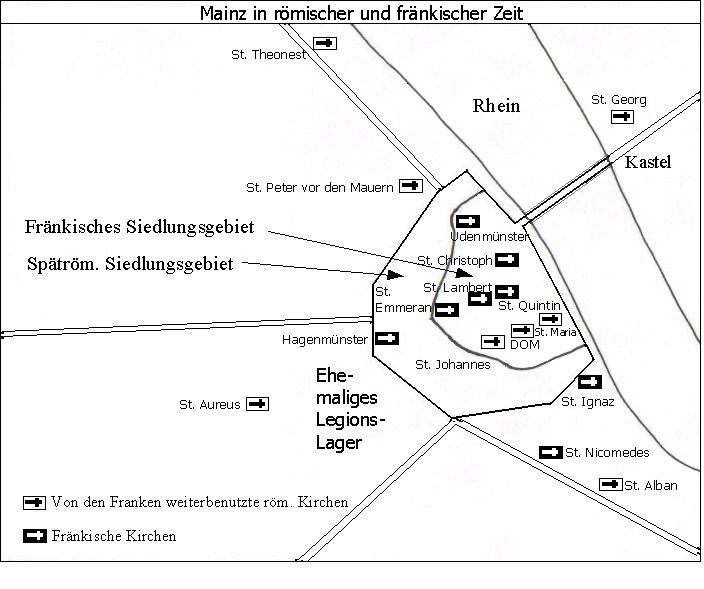
Mainz und seine Kirchen in spätrömischer und fränkischer Zeit – Das Stift St. Viktor lag im Südosten vor Weisenau (SO von St. Alban außerhalb der Karte).

Das Stift St. Viktor vor Mainz ist im Jahr 994 oder 995 gegründet worden. Der Namenspatron ist umstritten. Die neue Kirche wurde im Beisein Ottos III. von Erzbischof Willigis eingeweiht. Standort des Stifts war südöstlich vor Mainz bei Weisenau.
St. Viktor wurde am Abend des 28. August 1552 im Zweiten Markgrafenkrieg durch Markgraf Albrecht Alcibiades von Brandenburg-Kulmbach ausgeplündert und zerstört. Die Stiftskirche wurde danach nicht wieder aufgebaut. Am 21. Oktober 1552 wurde das Stift an das Stift St. Johannes innerhalb der Mauern von Mainz verlegt.
Ab Mitte Dezember 1792 war in der Johanniskirche kein Gottesdienst mehr möglich, da diese als Warenlager verwendet und u. a. mit Getreide vollgeschüttet wurde. Im Zuge der französischen Belagerung verließen die Kanoniker für eine kurze Zeit die Stadt. Später konnten sie ihren Gottesdienst nur noch unter erschwerten Bedingungen in der Kapelle des Malteserhauses und dann im Chor der Weißfrauen-Nonnenkirche abhalten. Am 9. Juni 1802 wurde das Stift St. Viktor unter Napoleon schließlich aufgehoben. Bei einer „Versteigerung von Nationalgütern“ 1804 wurden zwei Gebäude innerhalb der Stadt Mainz aus dem Besitz des Viktorstifts zur Versteigerung ausgeschrieben. Den außerhalb gelegenen Landbesitz teilten sich Nassauer und Hessen.
Zur Erinnerung an das Stift wurde eine Weisenauer Straße Am Viktorstift genannt.
Koordinaten: 49° 59′ 2″ N, 8° 17′ 51″ O

## Notizen
1. ↑  Felix Rütten: Die Viktorverehrung im christlichen Altertum. Eine kulturgeschichtliche und hagiographische Studie. Reihe: Studien zur Geschichte und Kultur des Altertums, 20, Teilbd. 1. Paderborn 1936.  (Besprechung: Annalen des Historischen Vereins für den Niederrhein, 134, 1939, S. 137 f. von Histermann). Rütten geht davon aus, dass die Kultstätten für Viktor an der Rheinschiene (auch Xanten, Köln; ferner Trier) unabhängig voneinander entstanden sind und das Patrozinium früh begründet wurde; Eugen Ewig dagegen verweist auf ältere Bezüge von Mainz nach Burgund, was auf Victor von Solothurn als Namenspatron weisen würde. In: Die ältesten Mainzer Patrozinien. 1979, S. 163 (zuerst 1962)